# スーパーリクエストショー 〜赤城敏正 宵のくちワイド
スーパーリクエストショー 〜赤城敏正 宵のくちワイド（あかぎとしまさ よいのくちワイド）は、1986年10月6日から1987年4月3日までHBCラジオで、ナイターオフ期限定で放送されていたワイドラジオ番組。
放送時間は毎週月曜日〜金曜日の18:45〜21:30（帯番組）。

## 概要
メインパーソナリティはHBCアナウンサーの赤城敏正。本番組の全体の方針は「活性化」で、やや若者リスナーを意識しながらも、全ての年代の人が様々な楽しみ方で番組を聴くということや、帰宅時間になる午後6時台にもドライバー向け番組が欲しいなどといった当時の時代が求めていることに応えようというものである。
クイズを目玉コーナーとし、音楽と電話などによるリクエストに重点を置いたバラエティに富んだ内容で、一段とリスナーの参加性を高めるように構成された。アシスタントは公募で集まった400名余りの中から、当時ともに女子大生だった丸谷かおり（丸谷佳織）、水上のりこ（水上乃吏子）の二人や、ハロルド福地（現・ヒロ福地）も出演していた。
番組は大雑把に言うと2部構成で、前半（18:45 - 20:00）が電リクコーナー、後半（20:00 - 21:30）がハガキ投稿を中心としたコーナーとなっていた。

## 主なコーナー
- 電激リクエスト あいうえお[3]
番組前半のレギュラーコーナー。曲名の読みの頭文字を限定して電話等でリクエストを受け付け（例えば「"あ"で始まる曲」）、そのリクエスト数に応じたランキングを発表し、各文字のランキング上位数曲を集めた準決勝（50音の行ごとで争う）、そして決勝（準決勝のランキング上位曲のみで争う）と進んで優勝曲を決めるというスタイルだった。約3ヶ月でサイクルが一周するため、番組放送期間中に2サイクル実施された。
- クイズ宝島[3]
- おい聞いてるか！[3]
電話出演希望のはがきを寄せた中から選ばれたリスナーに突然電話[1]。番組の前半・後半を問わず放送された。
- こんな電話くるわけないでしょ
無理難題の条件を出し、この条件に合うリスナーからの電話を受け付けていた[1]。
- パンツクラブ[3]